# Burgruine Obermatsch
Die Burgruine Obermatsch ist eine in Mauerresten erhaltene Höhenburg in Matsch (Gemeinde Mals) in Südtirol.

## Geografie
Die Ruine befindet sich auf dem nördlichen Teil des Rückens einer Endmoräne, um den der Saldurbach fließt. 80 Meter tiefer und 130 Meter entfernt liegt die Burgruine Untermatsch, mit der sie eine Burgengruppe bildet.

## Geschichte
Die Burgen Ober- und Untermatsch wurde vermutlich im 12. Jahrhundert von den Vögten vom Matsch errichtet und bewohnt. 1297 wurden die Burgen im Rahmen einer Familienteilung unter Egino IV. und Ulrich II. aufgeteilt, wobei Egino IV. die Oberburg erhielt. Obermatsch stellte dabei wahrscheinlich den älteren Bau dar, da ab diesem Zeitpunkt erstmals die Unterburg erwähnt wird. 1309 erschlug Egino IV. schließlich seinen Vetter Ulrich II., da dieser seine Frau belästigt haben soll. 1358 überfiel Ulrich III. die Burg Obermatsch, zerstörte sie und rottete diese ältere Linie der Familie mit seinen Vettern Hartwig und Johann aus. 1537 gelangte die Burg Obermatsch an das Geschlecht der Grafen Trapp von Matsch, in deren Besitz sie sich noch heute befinden.
Aufgrund der zum Wohnen schwierigen geografischen Lage wurde die Burg vermutlich früh aufgegeben.

## Zustand
Es haben sich wenige Mauerreste des Bergfrieds und von Wohnbauten erhalten. Zudem steht auf dem Burgplatz von Obermatsch eine romanische, dem heiligen Martin geweihte, Burgkapelle aus dem späten 12. Jahrhundert.